# Nthabeleng Likotsi
Nthabeleng Likotsi là một kế toán viên, doanh nhân và lãnh đạo cộng đồng người Nam Phi, là chủ tịch của Phụ nữ trẻ trong Ngân hàng Hợp tác xã Mạng lưới kinh doanh, một tổ chức tài chính đa số do phụ nữ làm chủ và nữ lãnh đạo, nhằm mục đích cung cấp dịch vụ cho các thành viên của mình, tăng cường hòa nhập tài chính ở Nam Phi và khu vực. Cô cũng là chủ tịch điều hành của Young Women in Business Network (YWBN), công ty mẹ của ngân hàng hợp tác.

## Giáo dục
Cô sinh ra ở Botshabelo, tỉnh bang tự do, ở Nam Phi vào khoảng năm 1985. Cô có bằng Thạc sĩ về Doanh nhân của Đại học Witwatersrand và Chứng chỉ Doanh nhân từ Trường Kinh doanh Wits. Cô cũng có chứng chỉ sau đại học về kế toán, lấy từ Đại học Johannesburg.

## Công việc
Likotsi bắt đầu Công ty YWBN, cùng với chín thành viên hội đồng quản trị khác vào năm 2009. Công ty được quản lý bởi phụ nữ từ các ngành nghề và ngành nghề khác nhau, với mục tiêu chung là trao quyền kinh tế cho các nữ doanh nhân và chuyên gia. Từ năm 2016, Likotsi đã làm việc để chuyển đổi Ngân hàng Hợp tác YWBN thành Ngân hàng Tương hỗ YWBN.

## Những thành tựu khác
Năm 2013, Nthabeleng Likotsi đã nhận được Giải thưởng Lãnh đạo Phụ nữ 2013/2014 tại Hội nghị Thượng đỉnh Đối tác Châu Phi - Ấn Độ lần thứ ba. Cô cũng phục vụ như một giám đốc độc lập không điều hành của các công ty khác nhau, bao gồm Apex Valves Private Limited và Ubuntu Chemicals Private Limited.

## Liên kết mở rộng
- Website of Young Women Business Network
- Nthabeleng Likotsi to become first female bank owner in South Africa